# Lenhardt György
Lenhardt György (Révkomárom, 1901. január 27. – Dunaalmás, 1977. október 9.) festő-restaurátor. Csala Zsuzsa (1933–2014) színésznő nagybátyja.

## Életpályája
Az Iparművészeti Főiskola elvégzése (1922) után festőként dolgozott. 1927-ben a Műcsarnokban állította ki Hegyi beszéd című olajfestményét. 1929-ben az Állatorvosi Főiskola részére szemléltető képeket festett. 1936-tól az Országos Magyar Képzőművészeti Egyesület tagja volt. 1947-ben részt vett a Magyar Történeti Múzeum és a Közgyűjtemények Országos Főfelügyelősége által szervezett két hónapig tartó restaurátori tanfolyamon. 1948–1961 között az Almásfüzitői Timföldgyár dolgozója volt; raktárosként és könyvelőként tevékenykedett. 1961-ben nyugdíjba vonult. 1961–1977 között a tatai Kuny Domokos Megyei Múzeum munkatársa; a múzeum első restaurátora volt. 1969-ben a tatai Kuny Domokos Megyei Múzeumban gyűjteményes kiállítása volt.

### Munkássága
Kiállításokon is bemutatkozott. Illusztrálta Manninger  és Marek József (1868–1952) professzorok könyveit.[forrás?] Dolgozott a Külkereskedelmi Hivatal bel- és külföldi kiállításain. A komáromi művésztelep egyik alapító tagja volt. Magyarország és Budapest is vett tőle festményeket. Gyakran szerepelt a Műcsarnok és a Nemzeti Szalon kiállításain. Rokonától, Kállay Ödön szőnyi főjegyzőtől és műgyűjtőtől római tárgyakat tartalmazó gyűjteményt kapott ajándékba, amelyet az 1930-as évektől gyarapított. A tárgyakat leginkább Dunaalmáson és Neszmély környékén gyűjtötte; ismerősei között bejelentő hálózatot létesített. A tárgyakat maga konzerválta. 1942-ben megírta és saját költségén kiadta Dunaalmásról írt könyvét. 1945 után a gyűjtemény tárgyairól részletes katalógust állított össze. A neszmélyi vörösiszap-tároló és a nagykolóniai lakóházak építésekor megsemmisült leletekről csak az általa összegyűjtött tárgyak adtak képet. Leginkább régészeti kerámia- és fémtárgyakat restaurált.